# 892
Раннє Середньовіччя  •  Епоха вікінгів  •  Золота доба ісламу  •  Реконкіста

## Геополітична ситуація
У Візантії триває правління Лева VI. На підконтрольних франкам теренах існують Західне Франкське королівство, Східне Франкське королівство, Італійське королівство, Бургундія. Північ Італії належить Італійському королівству під владою франків, середню частину займає Папська область, герцогства на південь від Римської області незалежні, деякі області на півночі та на півдні належать Візантії, інші окупували сарацини. Піренейський півострів, окрім Королівства Астурія та Іспанської марки, займає Кордовський емірат. Північну частину Англії захопили дани, на півдні править Вессекс.  Існують слов'янські держави: Перше Болгарське царство, Велика Моравія, Приморська Хорватія, Київська Русь.
Аббасидський халіфат очолив аль-Мутадід, халіфат втрачає свою могутність. У Китаї править династія Тан. Значними державами Індії є Пала, Пратіхара, Чола. В Японії триває період Хей'ан. На північ від Каспійського та Азовського морів існує Хозарський каганат. 
На території лісостепової України в IX столітті літописці згадують слов'янські племена білих хорватів, бужан, волинян, деревлян, дулібів, полян, сіверян, тиверців, уличів. Частина цих племен платить данину Київській Русі. У Північному Причорномор'ї співіснують різні кочові племена, зокрема хозари, алани, тюрки, угри, печеніги, кримські готи. Херсонес Таврійський належить Візантії.

## Події
- Король Східного Франкського королівства Арнульф Каринтійський об'єднався з мадярами й розпочав військові дії проти Великої Моравії.
- Аббасидський халіфат очолив аль-Мутадід. Він повернув столицю з Самарри в Багдад.
- У Фландрії король Західного Франкського королівства Ед воював із графом Бодуеном II. В зв'язку з цими подіями вперше згадується місто Брюгге.
- Вікінги з Левена добралися до Бонна, а потім повенули в Західне Франкське королівство й спустишили область між Реймсом і Камбре. Восени чимало вікінгів покинули територію Франції в Англію через голод, який настав у тих краях.
- У Кореї Хупекче відкололося від Сілли.